# Tonnoirella
Tonnoirella es un género monotípico de dípteros nematóceros perteneciente a la familia Limoniidae. Su única especie: Tonnoirella gemella, se distribuye por Tasmania, Australia.